# Amtsgericht Themar
Das Amtsgericht Themar war ein deutsches Amtsgericht mit Sitz in Themar.

## Geschichte
Nach der Märzrevolution wurden im Herzogtum Sachsen-Meiningen die Patrimonialgerichte abgeschafft und die Gerichte zum 1. Dezember 1850 als Kreisgerichte zusammengefasst. Bei den Kreisgerichten wurden Gerichtsdeputationen an den bisherigen Gerichtsstandorten eingerichtet. In Hildburghausen entstand so das Kreisgericht Hildburghausen mit der Gerichtsdeputation Themar.
Nach der Einführung der Reichsjustizgesetze 1879 entstand die Gerichtsstruktur, die bis zum Ende des Staates Bestand hatte. In Sachsen-Meiningen wurde dies mit dem Gesetz vom 16. Dezember 1878, betreffend Ausführungsbestimmungen zum deutschen Gerichtsverfassungsgesetz und der Verordnung vom 28. April 1879, betreffend die Sitze und Bezirke der künftigen Amtsgerichte umgesetzt. In Themar entstand das Amtsgericht Themar. Zuständiges Landgericht war das gemeinsame Landgericht Meiningen.
Nachdem im Jahr 1920 die thüringischen Staaten im Land Thüringen aufgegangen waren, wurde der Gerichtssprengel mit dem Thüringer Gerichtsstandortgesetz angepasst. Das Amtsgericht Themar wurde in eine Abteilung Themar des Amtsgerichtes Hildburghausen umgewandelt und umfasste Beinerstadt, St. Bernhard, Ehrenberg, Grimmelshausen, Grub, Henfstädt, Lengfeld, Marisfeld, Oberstadt, Reurieth, Schmeheim, Siegritz, Tachbach, Themar, Trostadt (Dom.-Gut, Gemarkung) und Wachenbrunn sowie einige gemeindefreien Gebiete.
Per Gesetz vom 19. Mai 1949 und dessen Durchführungsverordnung vom 1. August 1949 wurde der Gerichtsstandort Themar endgültig aufgehoben.